# Haut-plateau arménien

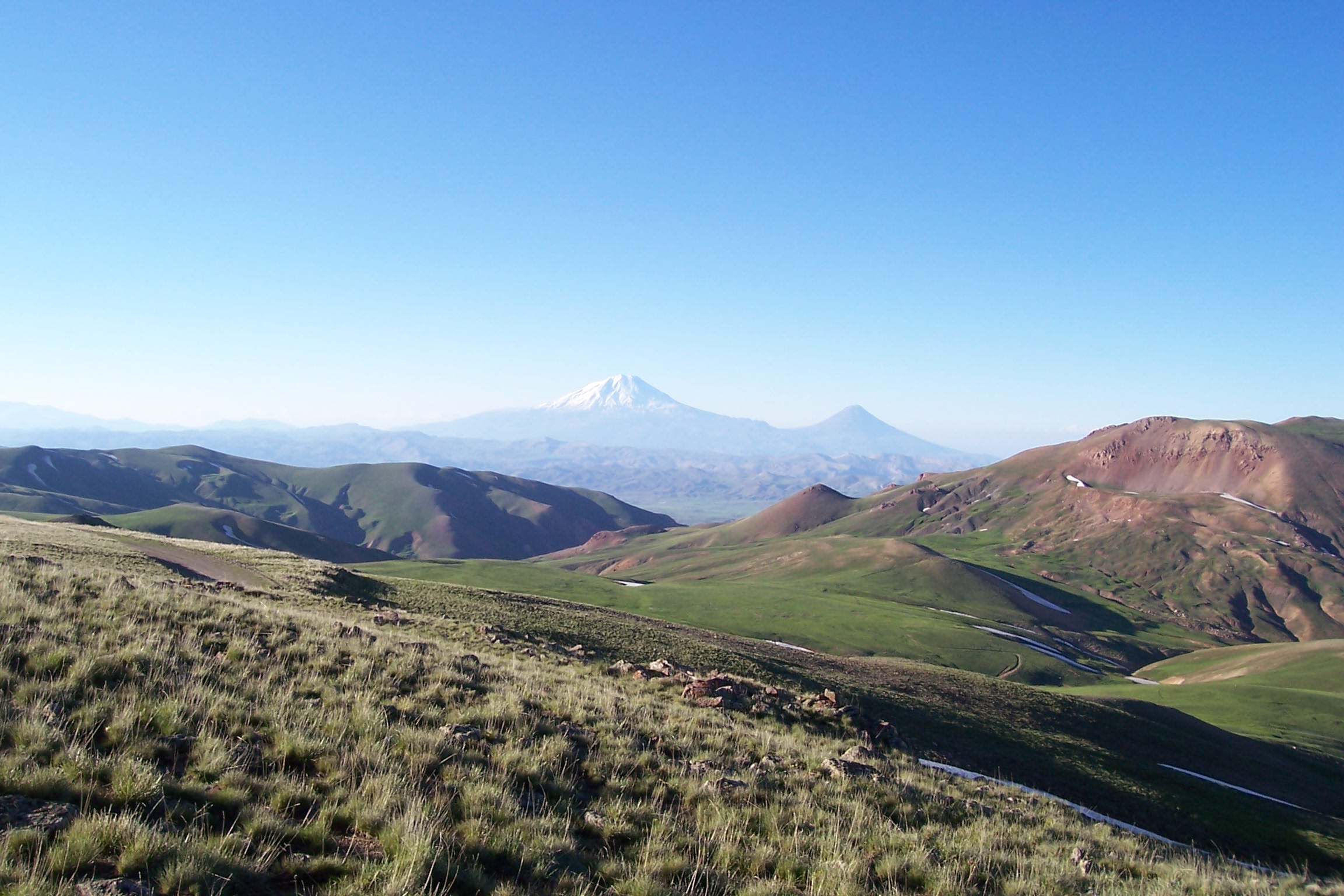
La chaîne de montagnes arménienne près de la frontière entre la Turquie et l'Iran.

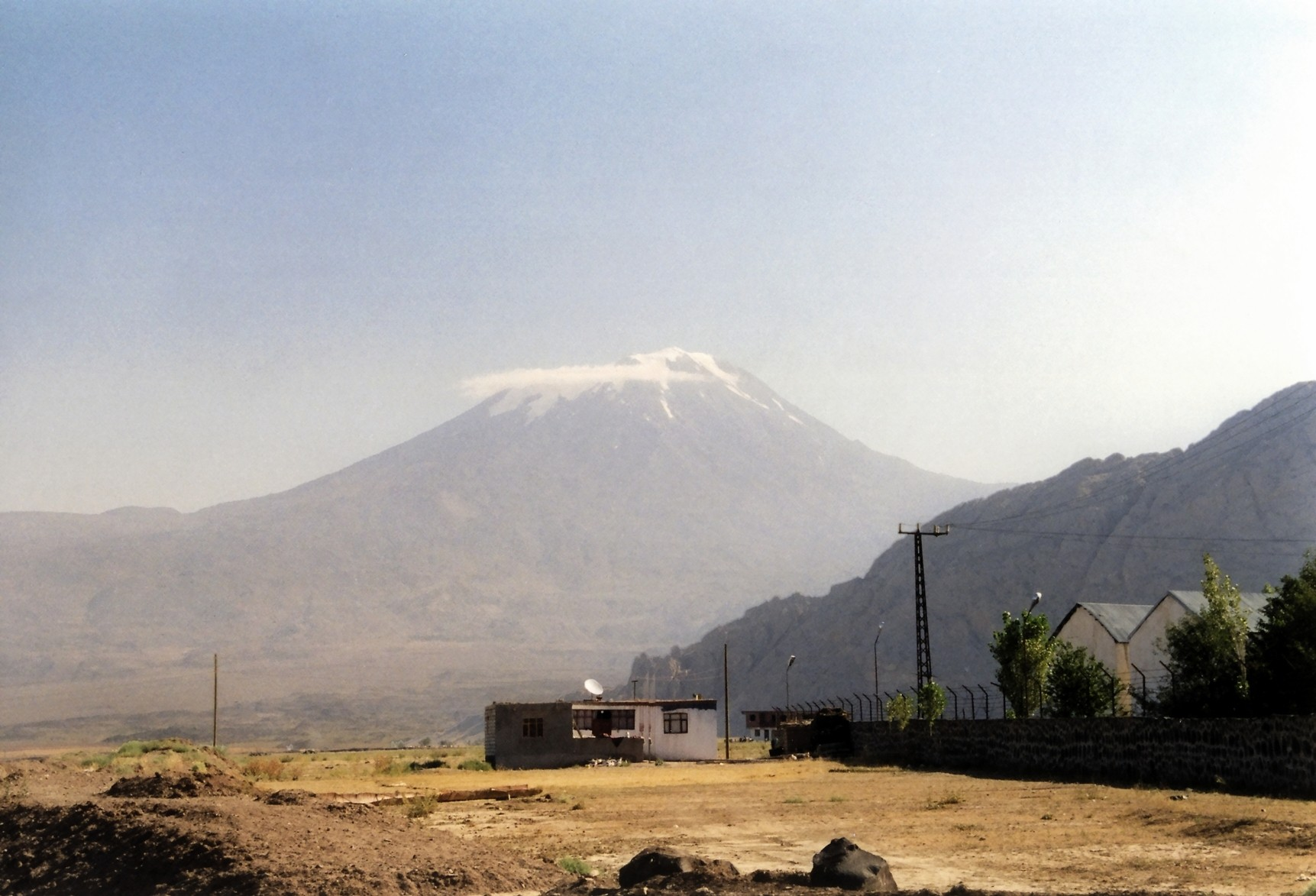
Le mont Ararat et le haut-plateau arménien.

Le haut-plateau arménien (en arménien : Հայկական լեռնաշխարհ - Haykakan lernachkharh, en turc Doğu Anadolu yaylaları, anciennement Ermeni Yaylaları) ou plateau d'Arménie est une plaine d'altitude située en Arménie, dans la partie occidentale de l'Azerbaïdjan (enclave du Nakhitchevan), le sud de la Géorgie, le nord-ouest de l'Iran et la partie nord-est de la Turquie. Ce territoire se situe entre 1 000 et 2 000 mètres d'altitude, au milieu des massifs montagneux de Transcaucasie qui relient le Petit Caucase aux monts Taurus.

## Géographie

### Topographie
Le haut-plateau arménien couvre une superficie de 400 000 km2 dont 90 % du territoire de l'Arménie.
Le sommet le plus élevé est le mont Ararat, un massif volcanique qui culmine à 5 137 mètres d'altitude.

### Hydrographie
Cette plaine est drainée par les eaux de la rivière Araxe et elle est bordée de dénivellations en terrasse se dirigeant vers la mer Caspienne. Outre l'Araxe, le seul à ne pas la quitter rapidement, six autres cours d'eau prennent leur source sur la haute-plaine : le Tigre, l'Euphrate, la Koura, le Tchorokhi ou Çoruh, le Halıs ou Kızılırmak et la Kelkit.
Le relief de cette région est marqué de nombreuses dépressions souvent associées à des failles, dans lesquelles se forment des lacs tels que le lac Sevan (1 271 km2), le lac de Van (3 755 km2), et le lac d'Ourmia (5 200 km2).

### Géologie
Le haut-plateau arménien est situé au contact de plaques tectoniques qui ont déjà provoqué par le passé des éruptions volcaniques ainsi que des séismes parfois très importants et destructifs.

### Climat
Le haut-plateau arménien connaît un climat continental : froid en hiver, chaud et sec en été.
La température moyenne en été, dans la région d'Erevan, est de 30 °C avec des maxima à plus de 45 °C. En hiver la température moyenne fluctue en dessous de 0 °C avec des minima de −30 °C.

## Histoire
À l'âge du fer, le haut-plateau arménien est peuplé d'agriculteurs et éleveurs indo-européens, et, selon des auteurs comme Friedrich Max Müller, Tamaz Gamkrelidze ou Viatcheslav Ivanov, il en serait même le foyer d'origine, avant de s'organiser au IXe siècle av. J.-C. en un royaume, celui d'Ourartou.
Durant l'Antiquité, le haut-plateau est disputé principalement entre les royaumes arméniens, les Séleucides, le royaume du Pont, l'Empire romain et les empires perses ou parthes successifs ; les religions aussi s'y croisent (paganisme arménien et romain, cultes à mystères, mazdéisme, zoroastrisme, judaïsme…), mais c'est le christianisme qui se généralise au IVe siècle,.
Au haut Moyen Âge, les royaumes arméniens du haut-plateau doivent composer avec l'Empire romain d'Orient (dit « byzantin ») et les Perses Sassanides avant d'être confrontés, à partir du VIIIe siècle à l'expansion des puissances islamiques dont la dernière en date est, au XVIe siècle, l'Empire ottoman ; pendant cette période, aux populations caucasiennes et arméniennes chrétiennes, s'ajoutent des populations kurdes et turques musulmanes et de plus, une partie des caucasiens et des arméniens passent à l'islam (adjars, hémichis, lazes…).
Au début du XXe siècle, l'Empire ottoman affaibli perd la Première Guerre mondiale. Au traité de Sèvres, l'Empire doit céder à la république démocratique d'Arménie l'ouest et le sud du haut-plateau, mais entre-temps, le génocide arménien ordonné par Talaat Pacha a vidé cette région de la plupart de ses habitants arméniens, et les terres ainsi dépeuplées ont été distribuées aux musulmans turcs et kurdes : le projet a du mal à se concrétiser. Au traité de Lausanne (1923), le haut-plateau est définitivement accordé à la Turquie.